# Tangyin

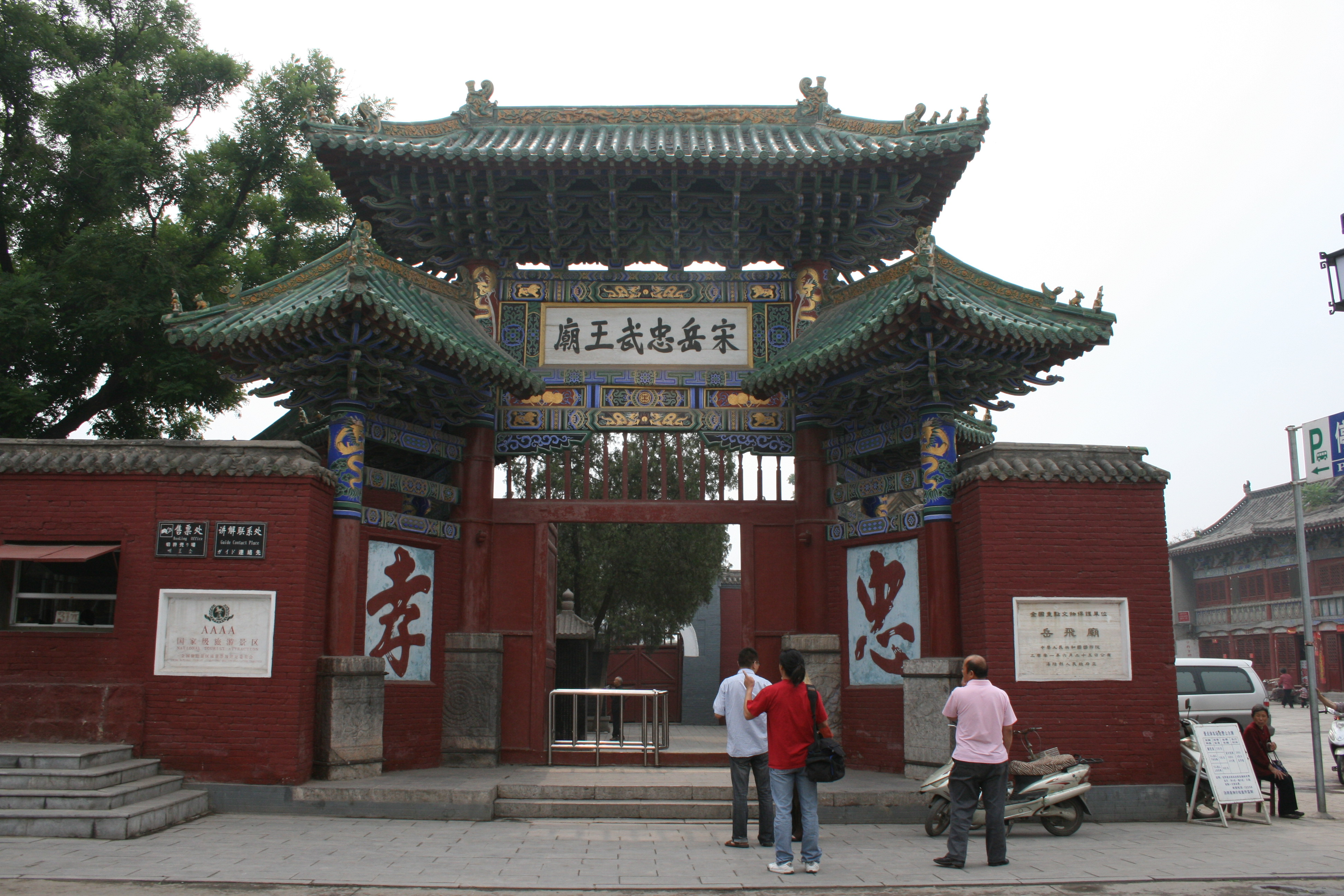
Yue Fei Tempel

Tangyin (汤阴县,  Tāngyīn Xiàn) ist ein Kreis in der chinesischen Provinz Henan. Er gehört zum Verwaltungsgebiet der kreisfreien Stadt Anyang im Norden der Provinz. Die Fläche beträgt 646 Quadratkilometer und die Einwohnerzahl 442.700 (Stand: Ende 2018).
Die Youlicheng-Stätte (Youlicheng yizhi 羑里城遗址) und der Yue-Fei-Tempel von Tangyin (Tangyin Yue Fei miao 汤阴岳飞庙) stehen seit 1996 bzw. 2001 auf der Liste der Denkmäler der Volksrepublik China.